# Tabanus primitivus
Tabanus primitivus är en tvåvingeart som beskrevs av Walker 1848. Tabanus primitivus ingår i släktet Tabanus och familjen bromsar. Inga underarter finns listade i Catalogue of Life.